# Strobilanthes tenax
Strobilanthes tenax är en akantusväxtart som beskrevs av Stephen Troyte Dunn. Strobilanthes tenax ingår i släktet Strobilanthes och familjen akantusväxter. Inga underarter finns listade i Catalogue of Life.